# Van Asbeck
Van Asbeck is een oude, Markse adellijke familie die in1814 tot de Nederlandse adel ging behoren.

## Geschiedenis
De stamreeks begint met Diderich von Asbeck tot Goor, vermeld 1405-1437, behorende tot de ridderschap van het graafschap Mark. In het begin van de 18e eeuw trekt een lid van de familie Van Asbeck naar Groningen. Bij Souverein Besluit van 28 augustus 1814 worden twee leden van de familie erkend als Edele van Friesland en benoemd in de Groningse ridderschap; later volgden nog andere erkenningen voor leden van het geslacht. In 1822 volgde voor alle afstammelingen de erkenning van de titel van baron.

## Enkele telgen
Georg Maurits van Asbeck tot Berge en Münsterhausen, op Luilema (1701-1767); trouwde in 1733 met Everharda Joanna Maria van Ewsum (1714-1794), dochter van Balthazar van Ewsum, op Harssenborg en Luilema
- Tjalling Minne Watze van Asbeck, heer van Berge en Munsterhausen (1736-1794)
  - Gerrit Ferdinand baron van Asbeck tot Berge en Munsterhausen (1764-1838), lid Eerste Kamer, kamerheer des konings
    - Catharina Maria Johanna Hermanna barones van Asbeck (1790-1855); trouwde in 1814 met Michael Onuphrius baron thoe Schwartzenberg en Hohenlansberg (1776-1863), grietman van Wonseradeel en het Bildt, directeur der Posterijen en lid provinciale en gedeputeerde staten van Friesland, ridder Militaire Willems-Orde
    - Anna Clara Electa Walburga barones van Asbeck (1792-1851); trouwde in 1819 met Carel Emilius Els baron Collot d'Escury (1779-1828), grietman van Barradeel, lid provinciale en gedeputeerde staten van Friesland, lid Amortisatiesyndicaat en Tweede Kamer
    - Tjalling Mime Watze baron van Asbeck (1795-1855), kamerheer des konings i.b.d., luitenant-kolonel, ridder Militaire Willems-Orde, lid provinciale staten, militiecommissaris in Friesland
      - Gerrit Ferdinand baron van Asbeck (1820-1905)
        - ir. Dirk baron van Asbeck (1854-1930), ambassadeur
          - dr. Agnes Mellina barones van Asbeck (1886-1962), theosofe en vredesactiviste
          - Bernt Ludolf Sweder baron van Asbeck (1891-1962)
            - Bernt Ludolf Sweder Fernand baron van Asbeck (1922-2001), rubberplanter, ambtenaar
              - Jan baron van Asbeck (1954), kunstschilder

        - Gerald Carel baron van Asbeck (1856-1934), voorzitter Algemene Rekenkamer, voorzitter Hoge Raad van Adel, kamerheer i.b.d.; trouwde in 1917 met Adolphine Jacqueline Louise barones van Pallandt (1865-1950), dame du palais honoraire
        - Willem Dirk Henrik baron van Asbeck (1858-1935), schout-bij-nacht titulair, gouverneur van Suriname, ambassadeur
          - prof. mr. dr. Frederik Mari baron van Asbeck (1889-1968), hoogleraar volkenrecht en internationale politieke geschiedenis aan de Universiteit Leiden, rechter Europees Hof voor de Rechten van de Mens
            - Petronella Anna barones van Asbeck (1918-2007); trouwde in 1943 met mr. Ynso Scholten (1918-1984), staatssecretaris
            - Ima Badeloch barones van Asbeck (1920-2008); trouwde in 1946 met prof. Willem Anthonie Krayenhoff van de Leur (1920-2001), hoogleraar opvoedkunde aan de Universiteit van Brits-Columbia, lid van de familie Krayenhoff
            - mr. Henrik Jan baron van Asbeck (1924-2011), particulier secretaris en hoofd particulier secretariaat prinses Beatrix en prins Claus der Nederlanden, vicekanselier Koninklijke Huisorden, directeur Nederlandse Rode Kruis
              - drs. Hendrik Jan Peter baron van Asbeck (1954), tandarts, oud-hockeyer
              - mr. Willem Ewout baron van Asbeck (1956), fiscalist, oud-hockeyer

            - Elisabeth Levina Jacoba barones van Asbeck (1926-2006), muzieklerares; trouwde in 1961 met Bernardus Hermannus Feldbrugge (1926-2009), violist

          - Carel Johan baron van Asbeck (1891-1962), vice-admiraal, commandant van het Koninklijk Instituut der Marine
            - mr. Henrik Erwin baron van Asbeck (1923-2009), medewerker Nederlands Pedagogisch Instituut
              - drs. Geert Jacob baron van Asbeck (1957), voormalig redacteur NRC

        - Frederik Willem Alexander baron van Asbeck (1860-1901), kapitein generale staf en eerste dodelijk slachtoffer door een auto-ongeluk in Nederland, te Valkenburg.
        - Willem Anne baron van Asbeck (1868-1933), hoofd Dienst van het Boschwezen in Nederlands-Indië
          - Thomas Karel baron van Asbeck (1899-1966), schout-bij-nacht

        - Herman Erwin baron van Asbeck (1870-1922), kapitein-luitenant-ter-zee, adjudant van prins Hendrik en van koningin Wilhelmina
          - ir. Johannes Bernardus baron van Asbeck (1911-2010), architect en stedebouwkundige
          - Cornelia Maria barones van Asbeck (1912-1990), oud-hofdame van koningin Wilhelmina, oud-adjunct-directrice Havenziekenhuis van het Instituut voor Tropische Geneeskunde

        - Elbrig Willemine Henriette barones van Asbeck (1873-1939); trouwde in 1896 met mr. Aarnoud Jan Anne Aleid baron van Heemstra (1871-1957), burgemeester van Arnhem, gouverneur van Suriname

      - Epke Roos baron van Asbeck (1821-1910), grietman van Hemelumer Oldephaert en Noordwolde
      - Agatha Victoria barones van Asbeck (1825-1864), hofdame van koningin Sophie; trouwde in 1859 met Gijsbert KareI Christiaan Wildeman (1812-1896), kolonel cavalerie

    - Henriette Casimira Johanna Wilhelmina barones van Asbeck, (1801-1885); trouwde in 1828 met Regnerus Hendrik Sjuck Gerrold Juckema van Burmania baron Rengers (1796-1875), grietman van Gaasterland, lid gedeputeerde staten, kamerheer des konings i.b.d.
- jhr. mr. Balthasar Georg Joost van Asbeck, heer van Luilema (1740-1817), lid provinciale staten van Groningen